# فرهاد گلی
فرهاد گلی (زاده ۱۳۵۱ - اصفهان) تهیه‌کننده سینما و تلویزیون اهل ایران است. او آثاری همچون فیلم سینمایی خاکستر و برف و سریال تلویزیونی آرام می‌گیریم پرمخاطب‌ترین سریال سال ۱۳۹۵ تلویزیون ایران را در کارنامه حرفه‌ای خود دارد.

## سینمایی
- خاکستر و برف (۱۳۹۱)
- بازگشت به آینده (۱۳۹۰)
- ستایش (۱۳۸۵)
- صحنه جرم، ورود ممنوع (۱۳۸۳)

## تلویزیون
- آرام می‌گیریم (سریال تلویزیونی ۱۳۹۵)
- کسی خوابه؟ (سریال تلویزیونی ۱۳۹۰)

## نمایش خانگی
- آواز در خواب (فیلم ۱۳۹۷)
- باج (فیلم ۱۳۹۴)
- گور طلایی (فیلم ۱۳۹۳)
- شیر یا خط (فیلم ۱۳۹۲)
- قبر مشترک (فیلم ۱۳۹۱)
- تایماز موتوری (فیلم ۱۳۹۱)
- من پلیس نیستم (فیلم ۱۳۹۰)
- آخرین مجرد (فیلم ۱۳۸۹)
- طلاق به سبک ایرانی (فیلم ۱۳۸۸)
- کادوی در به در (فیلم ۱۳۸۸)
- دامادی به نام صفر (فیلم ۱۳۸۸)
- خواب فروش (فیلم ۱۳۸۷)
- مزد عشق (فیلم ۱۳۸۶)
- ساعت سوخته (فیلم ۱۳۸۶)
- تعطیلات پر دردسر (فیلم ۱۳۸۵)

## جوایز
- برنده تندیس بهترین فیلم در ششمین جشنواره عمار[۹][۱۰][۱۱](خاکستر و برف)